# Liste des plus grandes centrales électriques au monde
Cet article dresse la liste des plus grandes centrales électriques au monde, classées, pour chaque type, par leur puissance nominale.
Les centrales électriques utilisant des ressources non renouvelables sont celles qui fonctionnent en consommant des matières fissiles ou des combustibles fossiles (charbon, fioul, gaz naturel, etc.), tandis que d'autres utilisent des ressources renouvelables telles que l'hydroélectricité, l'éolienne terrestre et maritime, la biomasse terrestre et maritime, la géothermie, le solaire photovoltaïque, le solaire thermique, les marées, les vagues, l'hydrolien, le thermique maritime et la différence de salinité.
Seule la source d'énergie principale est énumérée pour les centrales électriques qui fonctionnent à partir de multiples ressources.
Depuis 2008, l'installation ayant la plus grande puissance de production est le barrage des Trois-Gorges en Chine. Son électricité est produite par 32 turbines hydrauliques d'une puissance unitaire de 700 MW, et deux de 50 MW, soit une puissance installée totale de 22 500 MW. Cette valeur est presque trois fois supérieure à celle de la plus grande centrale non hydroélectrique, la centrale nucléaire de Kashiwazaki-Kariwa au Japon, comportant 7 réacteurs, pour une puissance nette totale de 7 965 MW.
De manière générale, les grands barrages hydroélectriques dominent largement le classement des plus grandes centrales électriques. Derrière le barrage des Trois-Gorges suivent en effet les barrages de Baihetan (16 000 MW), d'Itaipu (14 000 MW), détenteur de la première place avant 2008, de Xiluodu (13 860 MW), de Belo Monte (11 233 MW) et de Guri (10 235 MW).
À l'avenir, le barrage Grand Inga en République démocratique du Congo, encore à l'état de projet très incertain, pourrait surpasser toutes les centrales existantes, avec une puissance installée de 39 000 MW, soit près de deux fois la puissance des Trois Gorges,,. Au moment de la première proposition du projet, cette puissance répondait à la demande en électricité du continent africain.
Un autre projet, l’usine marémotrice de Penjine, projette d’atteindre une puissance installée de 87 100 MW.

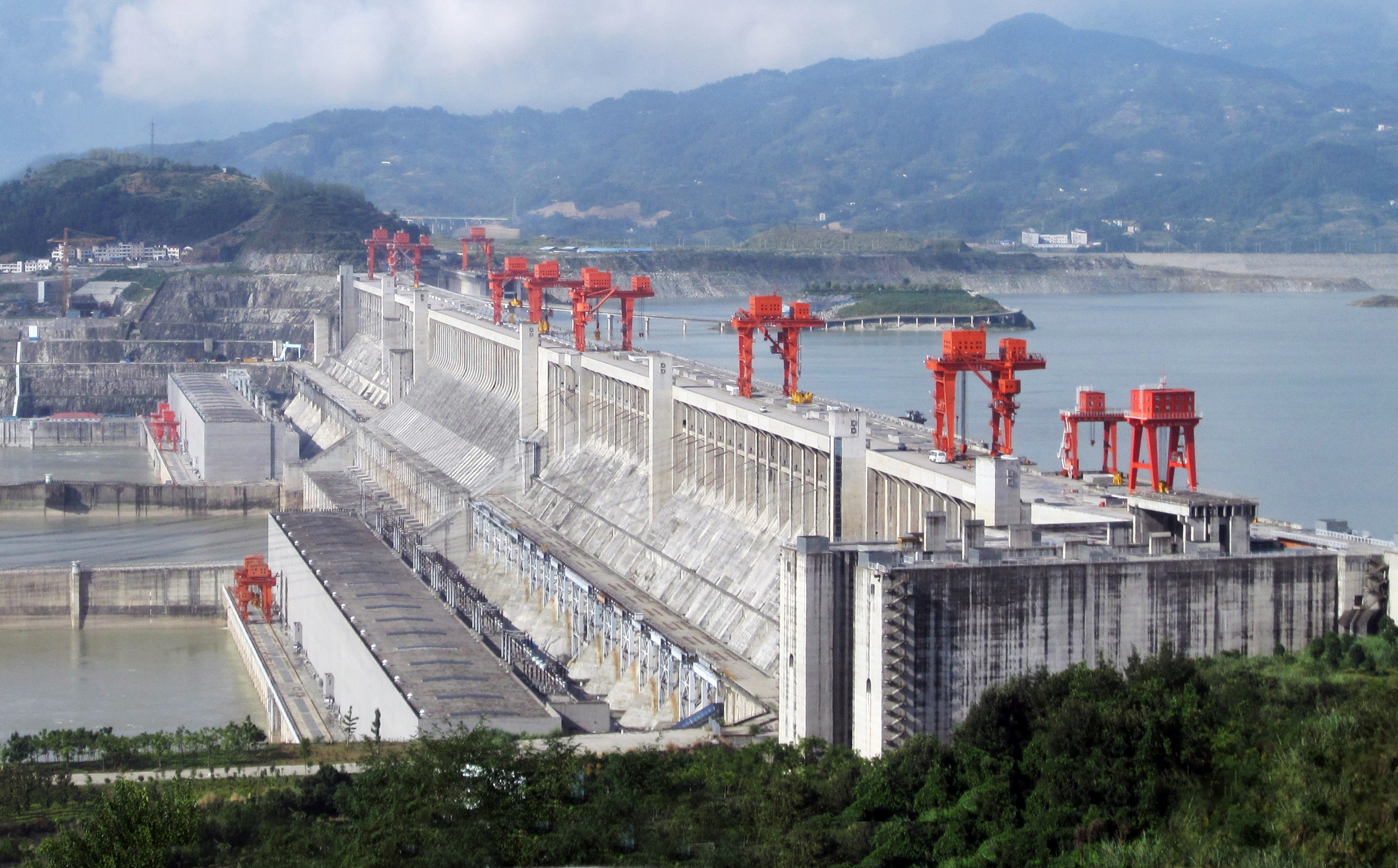
Barrage des Trois-Gorges, actuellement la centrale hydroélectrique la plus puissante au monde, avec 22500 MW installés.

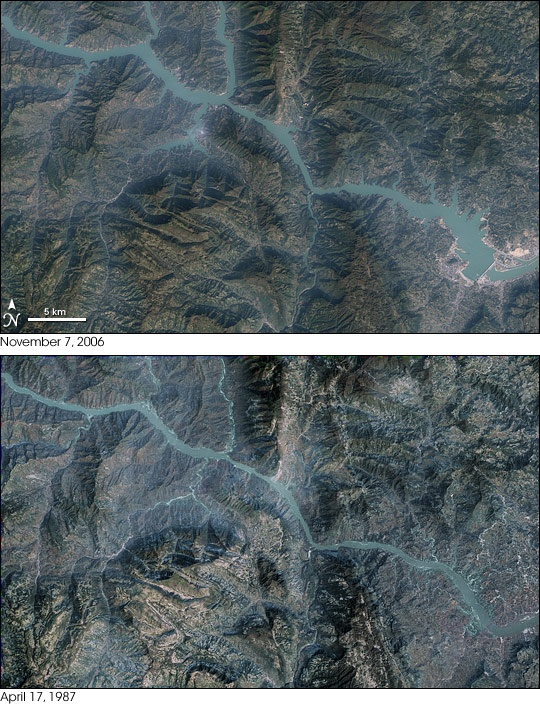
Barrage des Trois-Gorges.

## Liste des vingt plus grandes centrales
| Rang | Installation                             | Pays                | Coordonnées géographiques         | Puissance installée (MW) | Énergie produite annuellement (TWh) | Sources d’énergie | Notes | Réf.              |
| ---- | ---------------------------------------- | ------------------- | --------------------------------- | ------------------------ | ----------------------------------- | ----------------- | --- | ----------------- |
| 1    | Barrage des Trois-Gorges                 | Chine               | 30° 49′ 15″ N, 111° 00′ 08″ E     | 22 500                   | 103,65 (2021)                       | Hydroélectrique   | | ,                 |
| 2    | Barrage de Baihetan                      | Chine               | 27° 13′ 23″ N, 102° 54′ 10″ E     | 16 000                   | 62,44 (prévision)                   | Hydroélectrique   | | ,                 |
| 3    | Barrage d'Itaipu                         | Brésil Paraguay     | 25° 24′ 31″ S, 54° 35′ 21″ O      | 14 000                   | 103,09 (2016)                       | Hydroélectrique   | | ,                 |
| 4    | Barrage de Xiluodu                       | Chine               | 28° 15′ 33″ N, 103° 38′ 59″ E     | 13 860                   | 55,35 (2021)                        | Hydroélectrique   | | ,                 |
| 5    | Barrage de Belo Monte                    | Brésil              | 3° 07′ 48″ S, 51° 46′ 34″ O       | 11 233,1                 | 40,04 (prévision)                   | Hydroélectrique   | 2 centrales, Belo Monte : 11 000 MW et Pimental : 233,1 MW                                                                               | ,                 |
| 6    | Barrage de Guri                          | Venezuela           | 7° 45′ 59″ N, 62° 59′ 57″ O       | 10 235                   | 47 (en moyenne)                     | Hydroélectrique   | | ,                 |
| 7    | Barrage de Wudongde                      | Chine               | 26° 20′ 02″ N, 102° 37′ 48″ E     | 10 200                   | 38,97 (2021)                        | Hydroélectrique   | | ,                 |
| 8    | Centrale de Jebel Ali (en)               | Émirats arabes unis | 25° 03′ 35″ N, 55° 07′ 02″ E      | 8 694,1                  |                                     | Gaz naturel       | central électrique et usine de désalinisation                                                                                            | [ 24 ]            |
| 9    | Barrage de Tucuruí                       | Brésil              | 3° 49′ 53″ S, 49° 38′ 36″ O       | 8 370                    | 21,4 (1999)                         | Hydroélectrique   | | ,                 |
| -    | Centrale nucléaire de Kashiwazaki-Kariwa | Japon               | 37° 25′ 45″ N, 138° 35′ 43″ E     | 7 965                    | 33,3 (2011)                         | Nucléaire         | À l'arrêt depuis 2011 (accident nucléaire de Fukushima)                                                                                  | ,                 |
| 10   | Centrale nucléaire de Kori               | Corée du Sud        | 35° 19′ 13″ N, 129° 17′ 40″ E     | 7 489                    |                                     | Nucléaire         | Kori : 3 réacteurs actifs et 1 à l'arrêt, Shin Kori : 2 réacteurs actifs et Saeul : 2 réacteurs actifs et 2 en construction              | [ 30 ]            |
| 11   | Centrale nucléaire de Hanul              | Corée du Sud        | 37° 05′ 34″ N, 129° 23′ 01″ E     | 7 264                    |                                     | Nucléaire         | Hanul : 6 réacteurs actifs et Shin Hanul : 1 récteurs actifs et 1 en construction                                                        | [ 30 ]            |
| 12   | Centrale thermique de Sabiya             | Koweït              | 29° 33′ 58″ N, 48° 10′ 10″ E      | 7 046,7                  | 19.6 (2020)                         | Pétrole et gaz    | | [ 31 ]            |
| 13   | Barrage de Grand Coulee                  | États-Unis          | 47° 57′ 23″ N, 118° 58′ 56″ O     | 6 809                    | 21 (2008)                           | Hydroélectrique   | | ,                 |
| 14   | Centrale de Tuoketuo                     | Chine               | 40° 11′ 49″ N, 111° 21′ 52″ E     | 6 720                    |                                     | Charbon           | | [réf. nécessaire] |
| 15   | Centrale thermique de Shoaiba            | Arabie saoudite     | 20° 37′ 45″ N, 39° 33′ 18″ E      | 6 531                    |                                     | Pétrole           | centrale thermique de la SEC seule et 7 928 MW avec les centrales et usines de désalinisation de la SWCC (497 MW) et de la SWEC (900 MW) |                   |
| 16   | Barrage de Xiangjiaba                    | Chine               | 28° 38′ 39,1″ N, 104° 23′ 35,5″ E | 6 448                    | 30,06 (2021)                        | Hydroélectrique   | | ,                 |
| 17   | Centrale thermique de Taean              | Corée du Sud        | 36° 54′ 20″ N, 126° 14′ 05″ E     | 6 446,33                 |                                     | Charbon           | | [ 36 ]            |
| 18   | Barrage de Longtan                       | Chine               | 25° 01′ 37,2″ N, 107° 02′ 30,5″ E | 6 426                    | 18,7                                | Hydroélectrique   | | ,                 |
| 19   | Barrage de Saïano-Chouchensk             | Russie              | 52° 49′ 31″ N, 91° 22′ 15″ E      | 6 400                    | 24,9 (2013)                         | Hydroélectrique   | | ,                 |
| 20   | Hongyanghe                               | Chine               | 39° 48′ 07″ N, 121° 28′ 30″ E     | 6 366                    |                                     | Nucléaire         | | [ 39 ]            |

## Centrales àénergie non renouvelable
Ce chapitre traite des centrales utilisant des combustibles fossiles (charbon, fuel, gaz naturel, schiste bitumineux et tourbe) ou nucléaire.

### Charbon

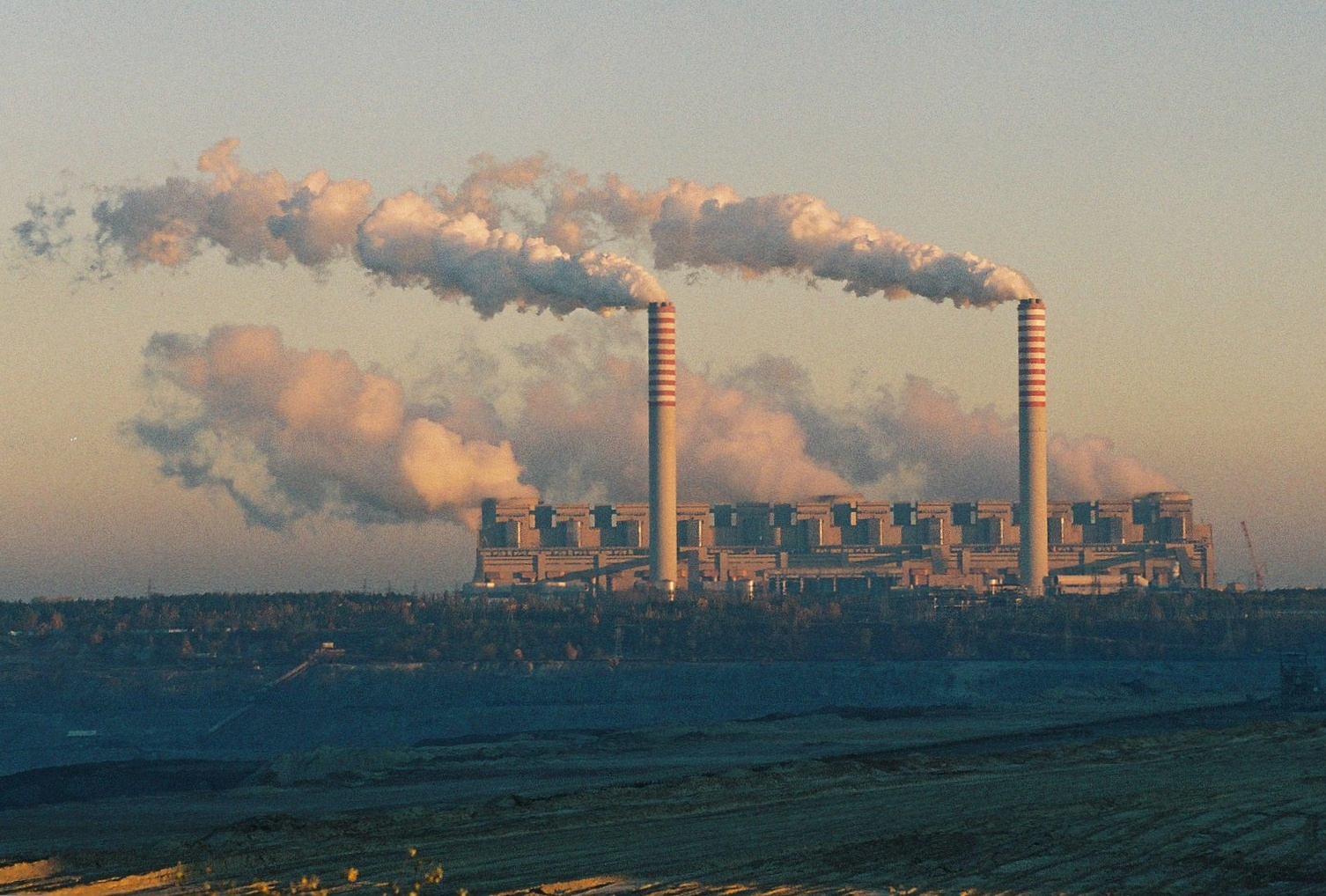
Centrale de Bełchatów, la plus grande centrale au charbon d'Europe, avec 5354 MWe installés.

| Rang | Installation   | Pays         | Coordonnées géographiques     | Puissance installée (MW) | Notes                                           | Réf.              |
| ---- | -------------- | ------------ | ----------------------------- | ------------------------ | ----------------------------------------------- | ----------------- |
| 1    | Tuoketuo       | Chine        | 40° 11′ 49″ N, 111° 21′ 52″ E | 6 720                    |                                                 | [réf. nécessaire] |
| 2    | Taean          | Corée du Sud | 36° 54′ 20″ N, 126° 14′ 05″ E | 6 446,33                 | 500 MW x 8 + 1 050 MW x 2 + 1 CCGI de 346,33 MW | [ 36 ]            |
| 3    | Dangjin        | Corée du Sud | 37° 03′ 18″ N, 126° 30′ 40″ E | 6 040                    | utilise du charbon bitumineux                   | [ 40 ]            |
| 4    | Taichung       | Taïwan       | 24° 12′ 46″ N, 120° 28′ 52″ E | 5 780                    | 550 MW(charbon) x 10 + 70 MW(diesel) x 4        | ,                 |
| 5    | Bełchatów      | Pologne      | 51° 15′ 59″ N, 19° 19′ 50″ E  | 5 354                    |                                                 | ,                 |
| 6    | Yeongheung     | Corée du Sud | 37° 14′ 28″ N, 126° 26′ 18″ E | 5 080                    | utilise du charbon bitumineux                   | [ 47 ]            |
| 7    | Guodian Beilun | Chine        | 29° 56′ 37″ N, 121° 48′ 57″ E | 5 000                    |                                                 | [ 48 ]            |
| 7    | Waigaoqiao     | Chine        | 31° 21′ 21″ N, 121° 35′ 54″ E | 5 000                    |                                                 | [ 49 ]            |
| 7    | Guohua Taishan | Chine        | 21° 52′ 00″ N, 112° 55′ 22″ E | 5 000                    |                                                 | [ 50 ]            |
| 7    | Jiaxing        | Chine        | 30° 37′ 46″ N, 121° 08′ 49″ E | 5 000                    |                                                 | [ 51 ]            |

### Fioul

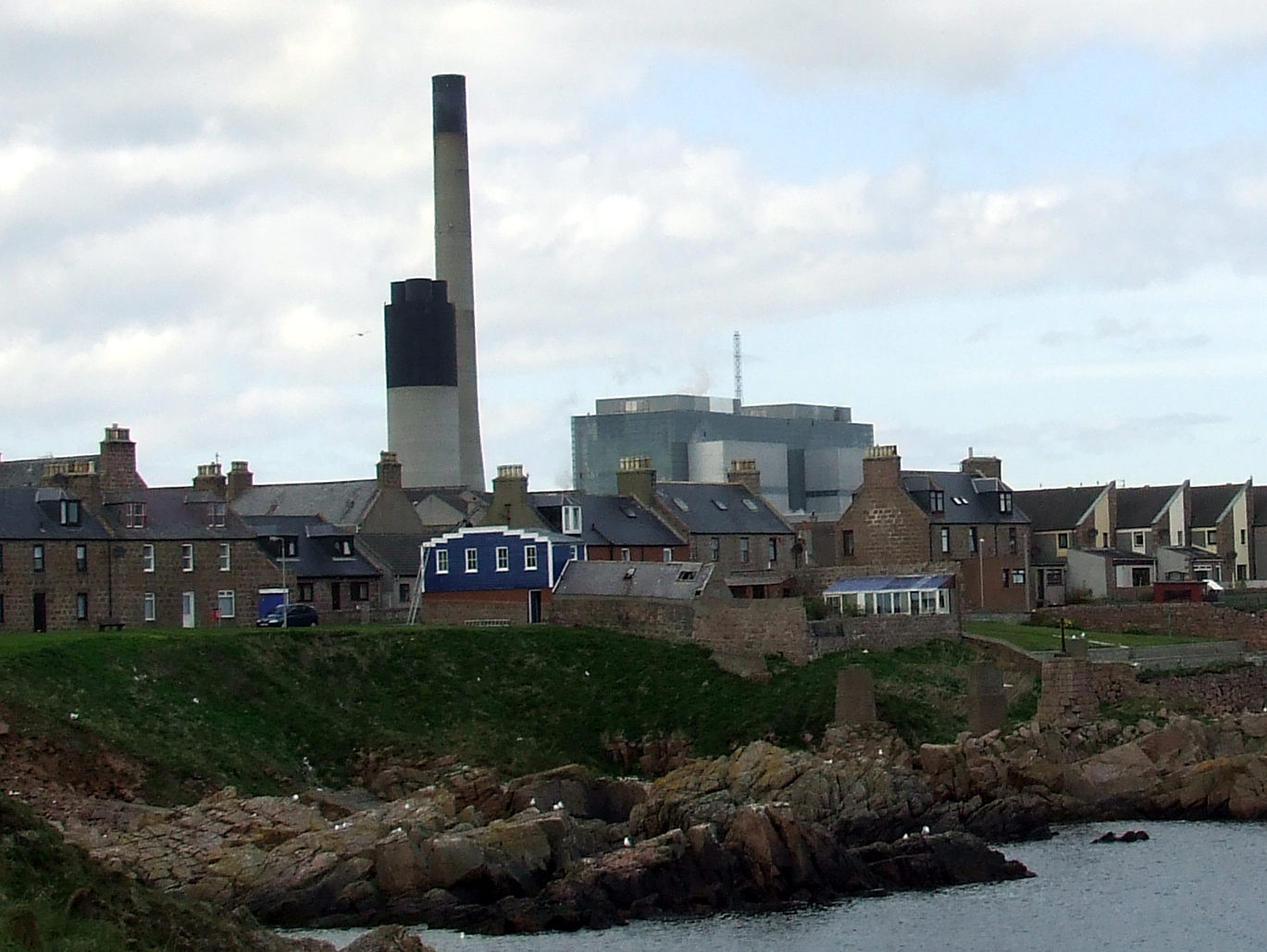
La centrale de Peterhead, la cinquième plus puissante centrale au fioul, avec 2177 MWe.

| 1 | Shoaiba    | Arabie saoudite | 20° 37′ 45″ N, 39° 33′ 18″ E  | 6 531 |        | Pétrole |  |
| 2 | Kashima    | Japon           | 35° 52′ 47″ N, 140° 41′ 22″ E | 4 400 | [ 52 ] |         |  |
| 3 | Hirono     | Japon           | 37° 14′ 18″ N, 141° 01′ 04″ E | 3 800 | [ 53 ] |         |  |
| 4 | Sourgout 1 | Russie          | 61° 16′ 46″ N, 73° 29′ 20″ E  | 3 268 | [ 54 ] |         |  |
| 5 | Peterhead  | Royaume-Uni     | 57° 28′ 38″ N, 1° 47′ 20″ O   | 2 177 | [ 55 ] |         |  |

### Gaz naturel

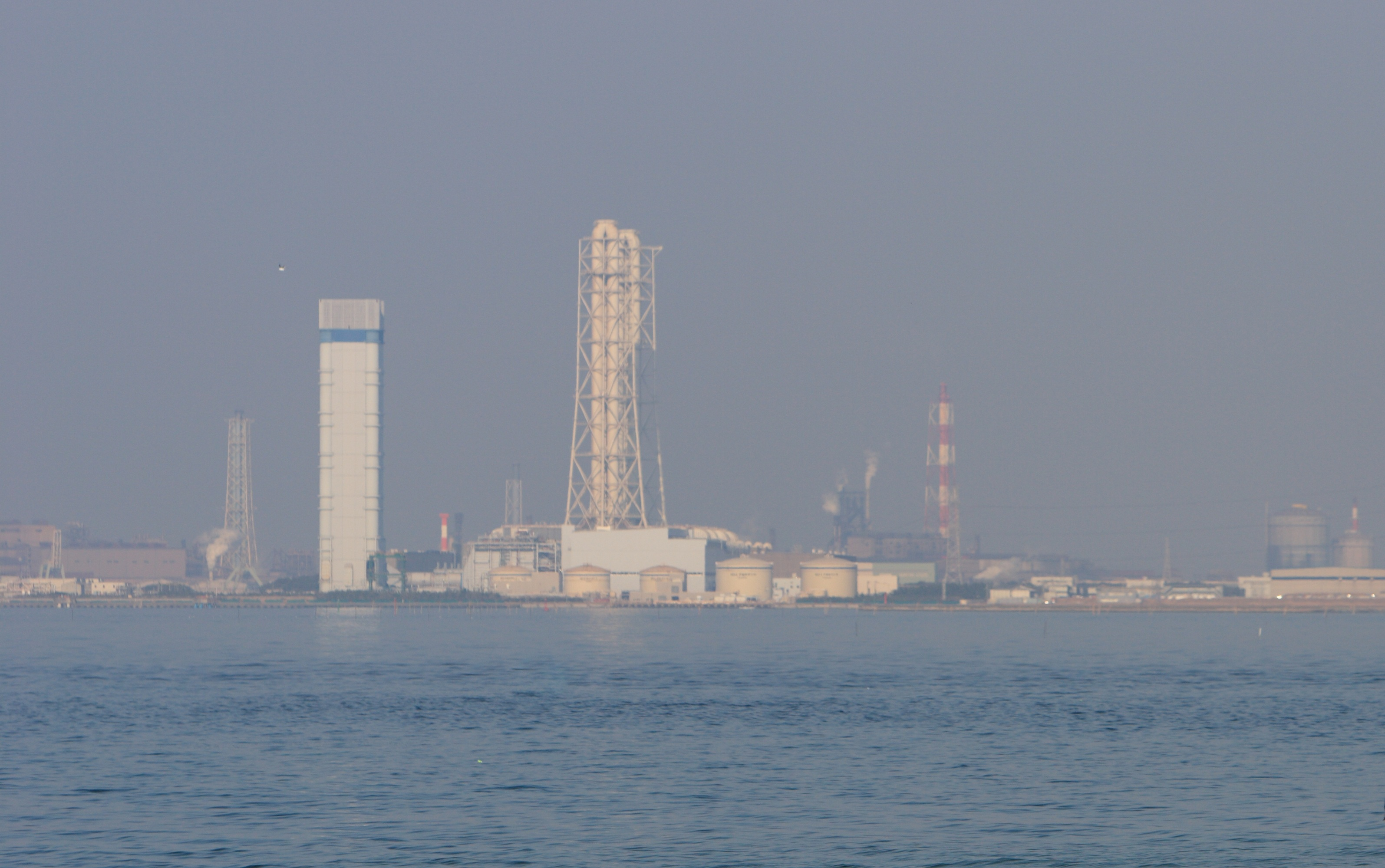
Centrale de Futtsu, la troisième plus puissante centrale au gaz naturel, avec 5040 MWe.

| Rang | Installation    | Pays                | Coordonnées géographiques     | Puissance installée (MW) | Réf.   |
| ---- | --------------- | ------------------- | ----------------------------- | ------------------------ | ------ |
| 1    | Jebel Ali       | Émirats arabes unis | 25° 03′ 35″ N, 55° 07′ 02″ E  | 8 694,1                  | [ 24 ] |
| 2    | Sourgout 2      | Russie              | 61° 16′ 46″ N, 73° 30′ 45″ E  | 5 597                    | ,      |
| 3    | Futtsu          | Japon               | 35° 20′ 35″ N, 139° 50′ 02″ E | 5 040                    | [ 53 ] |
| 4    | Kawagoe         | Japon               | 35° 00′ 25″ N, 136° 41′ 20″ E | 4 802                    | [ 57 ] |
| 5    | Beni Suef       | Égypte              |                               | 4 800                    | [ 58 ] |
| 6    | Higashi-Niigata | Japon               |                               | 4 600                    | [ 59 ] |
| 7    | Tatan           | Taïwan              | 25° 01′ 34″ N, 121° 02′ 50″ E | 4 272                    | [ 60 ] |
| 8    | Himeji          | Japon               |                               | 3 992                    | [ 61 ] |
| 9    | Chita           | Japon               | 34° 59′ 12″ N, 136° 50′ 37″ E | 3 966                    | [ 62 ] |
| 10   | Chiba           | Japon               | 35° 33′ 57″ N, 140° 06′ 20″ E | 3 882                    | [ 53 ] |

### Nucléaire

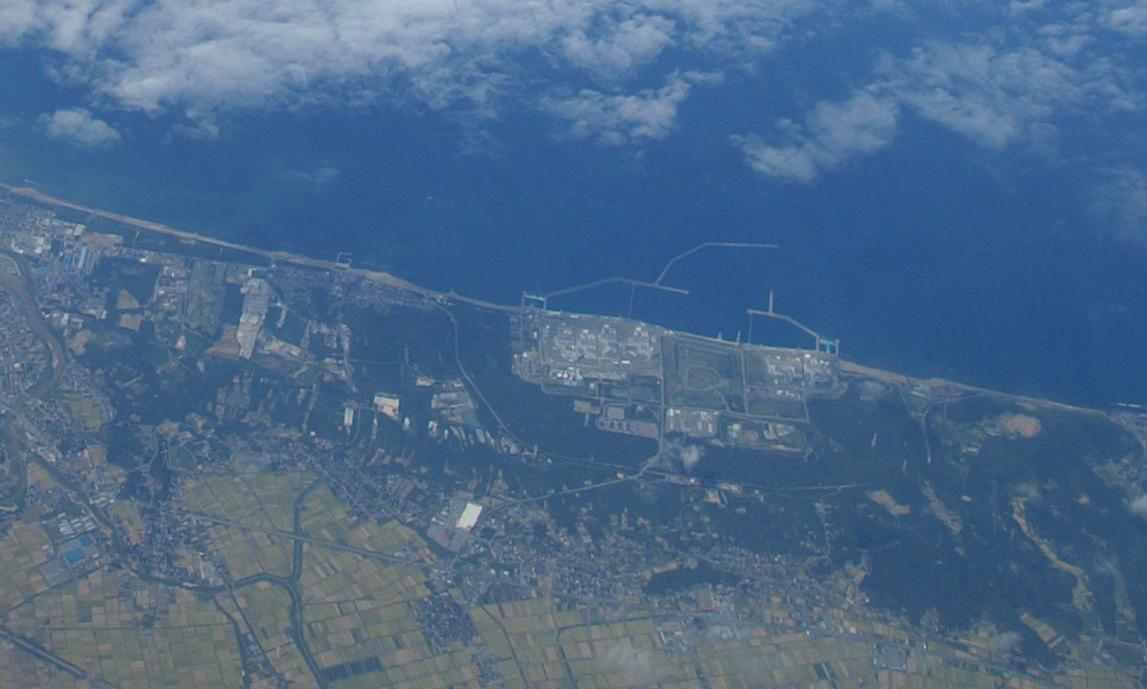
Centrale nucléaire de Kashiwazaki-Kariwa, la plus puissante centrale, avec 8212 MWe.

| Rang | Installation       | Pays         | Coordonnées géographiques     | Puissance installée (MW)      | Réf.   |
| ---- | ------------------ | ------------ | ----------------------------- | ----------------------------- | ------ |
| -    | Kashiwazaki-Kariwa | Japon        | 37° 25′ 45″ N, 138° 35′ 43″ E | 7 965 (à l'arrêt depuis 2011) | ,      |
| 1    | Kori               | Corée du Sud | 35° 19′ 13″ N, 129° 17′ 40″ E | 7 489                         |        |
| 2    | Hanul              | Corée du Sud | 37° 05′ 34″ N, 129° 23′ 01″ E | 7 264                         | [ 30 ] |
| 3    | Hongyanghe         | Chine        | 39° 48′ 07″ N, 121° 28′ 30″ E | 6 366                         | [ 39 ] |
| 4    | Bruce              | Canada       | 44° 19′ 31″ N, 81° 35′ 58″ O  | 6 358                         | ,      |
| 5    | Tianwan            | Chine        | 34° 41′ 13″ N, 119° 27′ 35″ E | 6 240                         | [ 39 ] |
| 6    | Fuqing             | Chine        | 25° 26′ 45″ N, 119° 26′ 50″ E | 6 150                         | [ 39 ] |
| 7    | Yangjiang          | Chine        | 21° 42′ 30″ N, 112° 15′ 40″ E | 6 000                         | [ 39 ] |
| 8    | Hanbit             | Corée du Sud | 35° 24′ 54″ N, 126° 25′ 26″ E | 5 924                         | [ 30 ] |
| 9    | Zaporijjia         | Ukraine      | 47° 30′ 44″ N, 34° 35′ 09″ E  | 5 700 (à l'arrêt en 2022)     | ,      |

### Schiste bitumineux

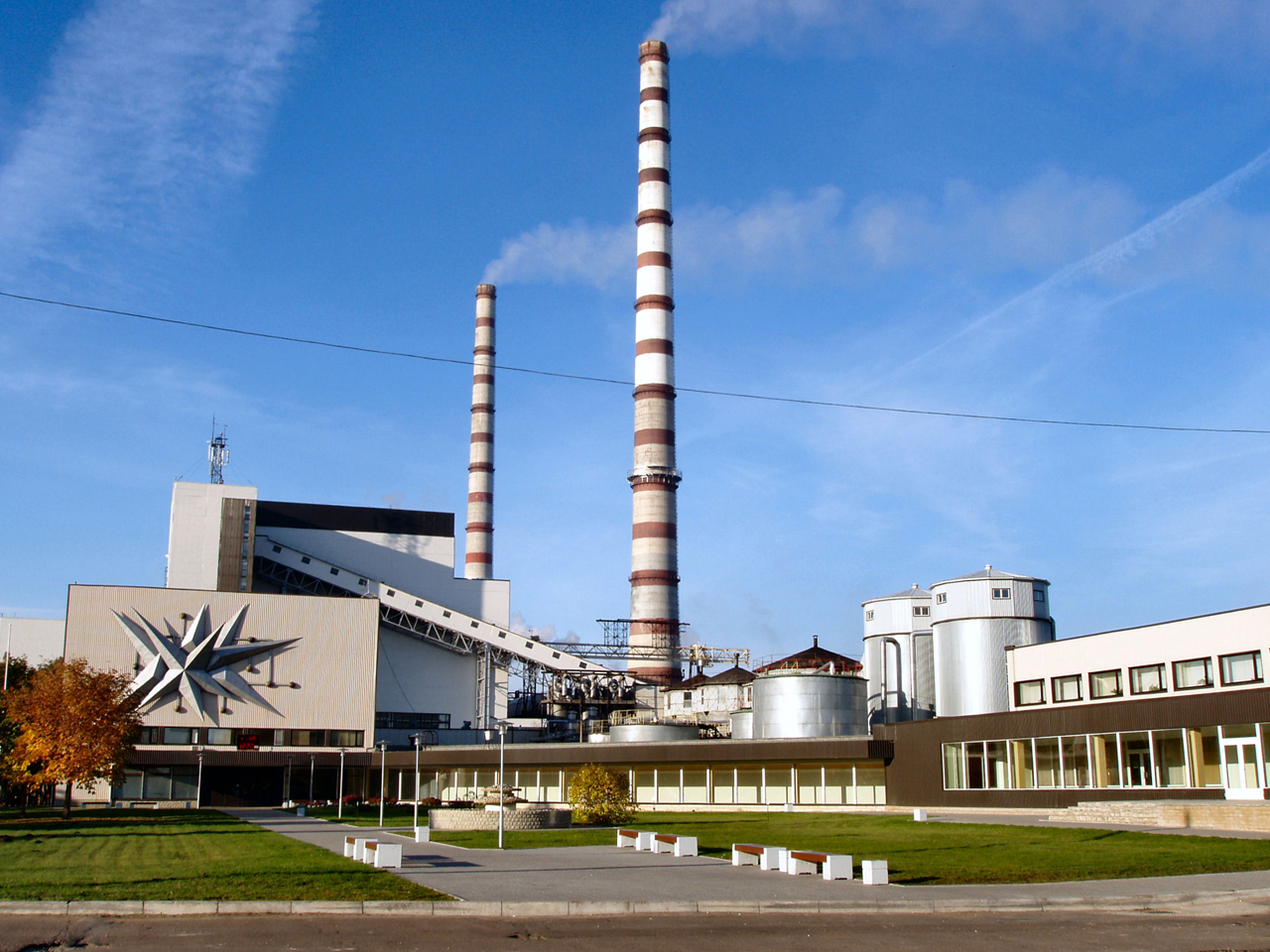
Centrale d'Eesti, la plus puissante centrale à schiste bitumineux, avec 1615 MWe installés.

| Rang | Installation                  | Pays      | Coordonnées géographiques    | Puissance installée (MW) | Réf.   |
| ---- | ----------------------------- | --------- | ---------------------------- | ------------------------ | ------ |
| 1    | Auvere / Narva                | Estonie   | 59° 16′ 10″ N, 27° 54′ 08″ E | 1 615                    | ,      |
| 2    | Balti                         | Estonie   | 59° 21′ 12″ N, 28° 07′ 22″ E | 765                      | ,      |
| 3    | Huadian                       | Chine     |                              | 100                      | [ 71 ] |
| 4    | Mishor Rotem                  | Israël    | 31° 03′ 19″ N, 35° 11′ 04″ E | 13                       | [ 72 ] |
| 5    | Dotternhausen Rohrbach Zement | Allemagne |                              | 9,9                      | [ 73 ] |

### Tourbe

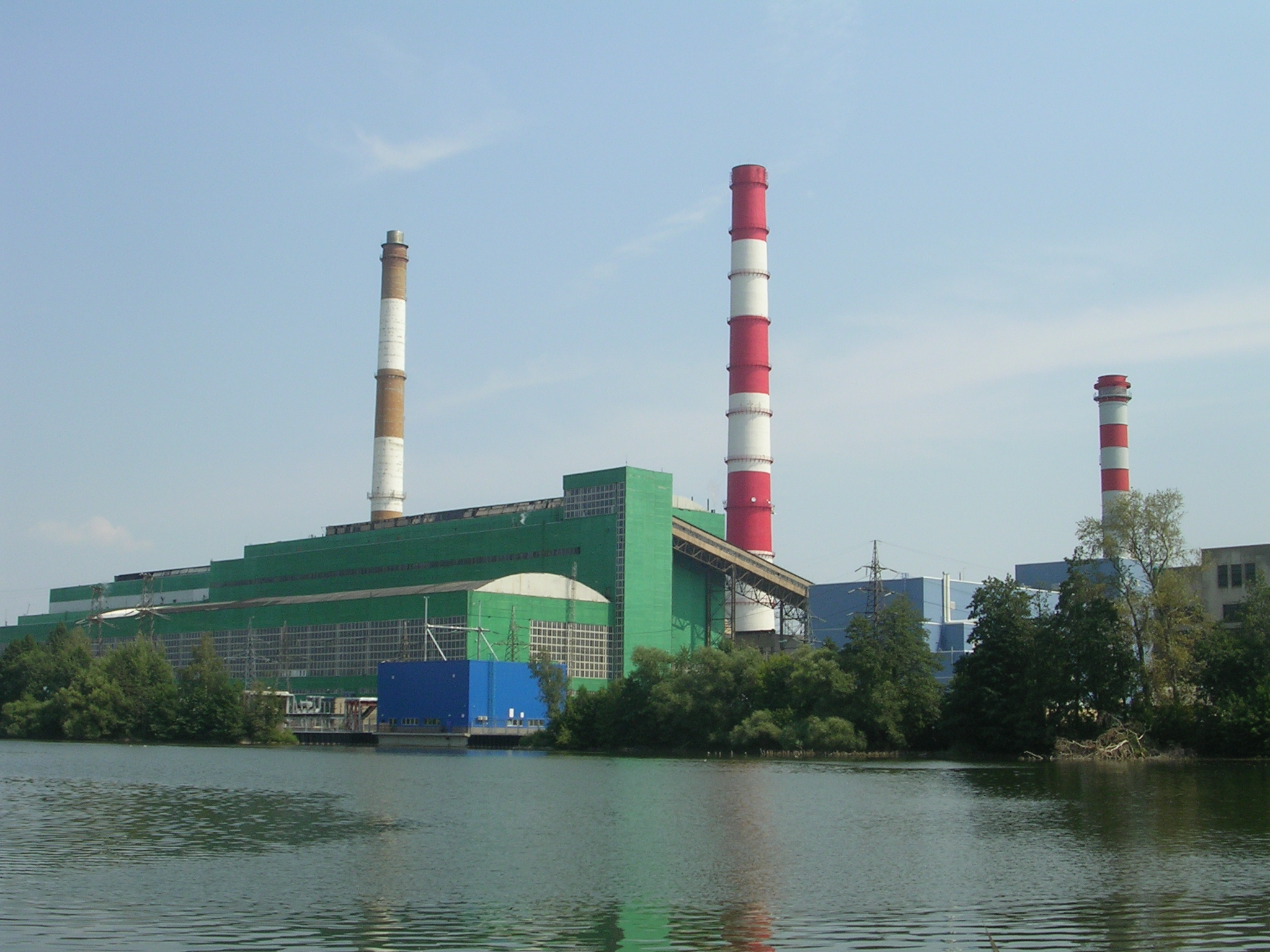
Centrale de Chatoura, la plus puissante centrale à tourbe, avec 1020 MWe installés.

| Rang | Installation | Pays     | Coordonnées géographiques    | Puissance installée (MW) | Réf.   |
| ---- | ------------ | -------- | ---------------------------- | ------------------------ | ------ |
| 1    | Chatoura     | Russie   | 55° 35′ 00″ N, 39° 33′ 40″ E | 1 500                    |        |
| 2    | Kirov        | Russie   | 58° 37′ 16″ N, 49° 35′ 47″ E | 300                      | [ 74 ] |
| 3    | Keljonlahti  | Finlande | 62° 11′ 33″ N, 25° 44′ 14″ E | 209                      | [ 75 ] |
| 4    | Toppila      | Finlande | 65° 02′ 13″ N, 25° 29′ 17″ E | 190                      | [ 75 ] |
| 5    | Haapavesi    | Finlande | 64° 07′ 19″ N, 25° 24′ 47″ E | 154                      | [ 76 ] |
| 6    | West Offaly  | Irlande  | 53° 16′ 22″ N, 8° 02′ 20″ O  | 150                      | [ 77 ] |
| 7    | Edenderry    | Irlande  | 53° 17′ 27″ N, 7° 05′ 13″ O  | 120                      | [ 78 ] |
| 8    | Lough Ree    | Irlande  | 53° 40′ 28″ N, 7° 59′ 02″ E  | 100                      | [ 77 ] |
| 9    | Väo          | Estonie  | 59° 26′ 14″ N, 24° 54′ 23″ E | 25                       | [ 79 ] |

1. ↑  Combustible principal : gaz naturel (78,0 %), et secondaire, la tourbe (11,5 %).

## Centrales àénergie renouvelable

### Biocarburant

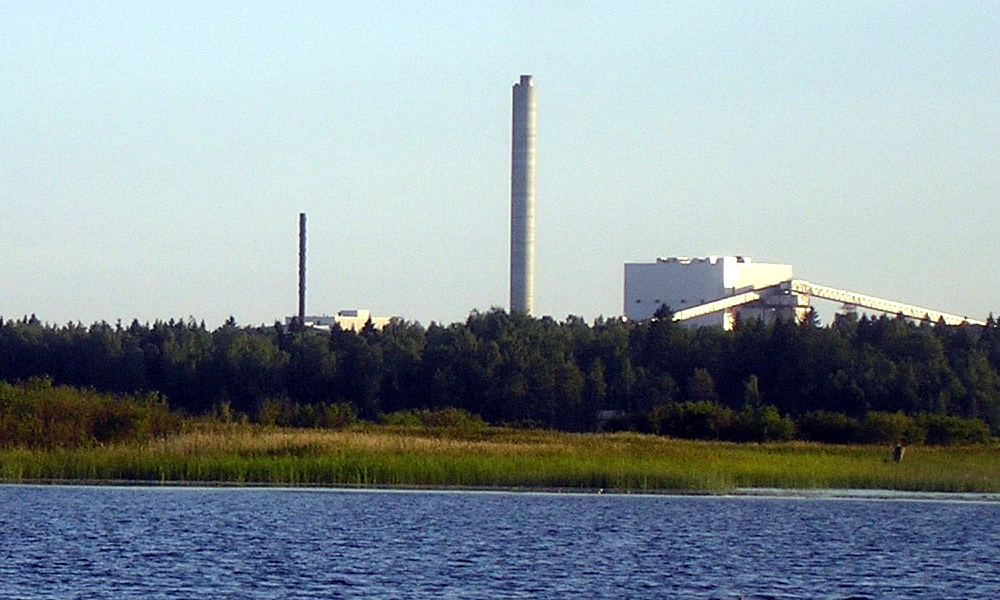
Centrale d'Alholmens Kraft, la quatrième plus puissante centrale au biocarburant, avec 265 MWe.

| Rang | Installation       | Pays        | Coordonnées géographiques         | Puissance installée (MW) |                      | Réf.   |
| ---- | ------------------ | ----------- | --------------------------------- | ------------------------ | -------------------- | ------ |
| 1    | Tilbury            | Royaume-Uni | 51° 27′ 18″ N, 0° 23′ 30″ E       | 750                      | Granulé de bois      | ,      |
| 2    | Drax               | Royaume-Uni | 53° 44′ 09″ N, 0° 59′ 47″ O       | 660                      | Granulé de bois      | [ 81 ] |
| 3    | Ironbridge         | Royaume-Uni | 52° 37′ 48″ N, 2° 30′ 43″ E       | 600                      | Granulé de bois      | [ 81 ] |
| 4    | Alholmens Kraft    | Finlande    | 63° 42′ 07″ N, 22° 42′ 35″ E      | 265                      | Résidus forestiers   | [ 82 ] |
| 5    | Maasvlakte3        | Pays-Bas    | 51° 54′ 45″ N, 4° 01′ 16″ E       | 220                      | Biomasse             | [ 81 ] |
| 6    | Połaniec           | Pologne     | 50° 08′ 05″ N, 21° 20′ 14″ E      | 205                      | Plaquette forestière | [ 81 ] |
| 7    | Rodenhuize         | Belgique    | 51° 08′ 04,88″ N, 3° 46′ 35,94″ E | 180                      | Granulé de bois      | [ 83 ] |
| 8    | Ashdown Paper Mill | États-Unis  |                                   | 157                      | Liqueur noire        | [ 84 ] |
| 9    | Wisapower          | Finlande    |                                   | 150                      |                      | [ 81 ] |
| 10   | Kaukaan Voima      | Finlande    | 61° 04′ 00″ N, 28° 14′ 40″ E      | 125                      |                      | ,      |

1. ↑  Production stoppée en 2013.
2. ↑  La capacité installée s'élève à 1100 MW avec 80 % de charbon (880 MW) et 20 % de biomasse (220 MW).

### Géothermique

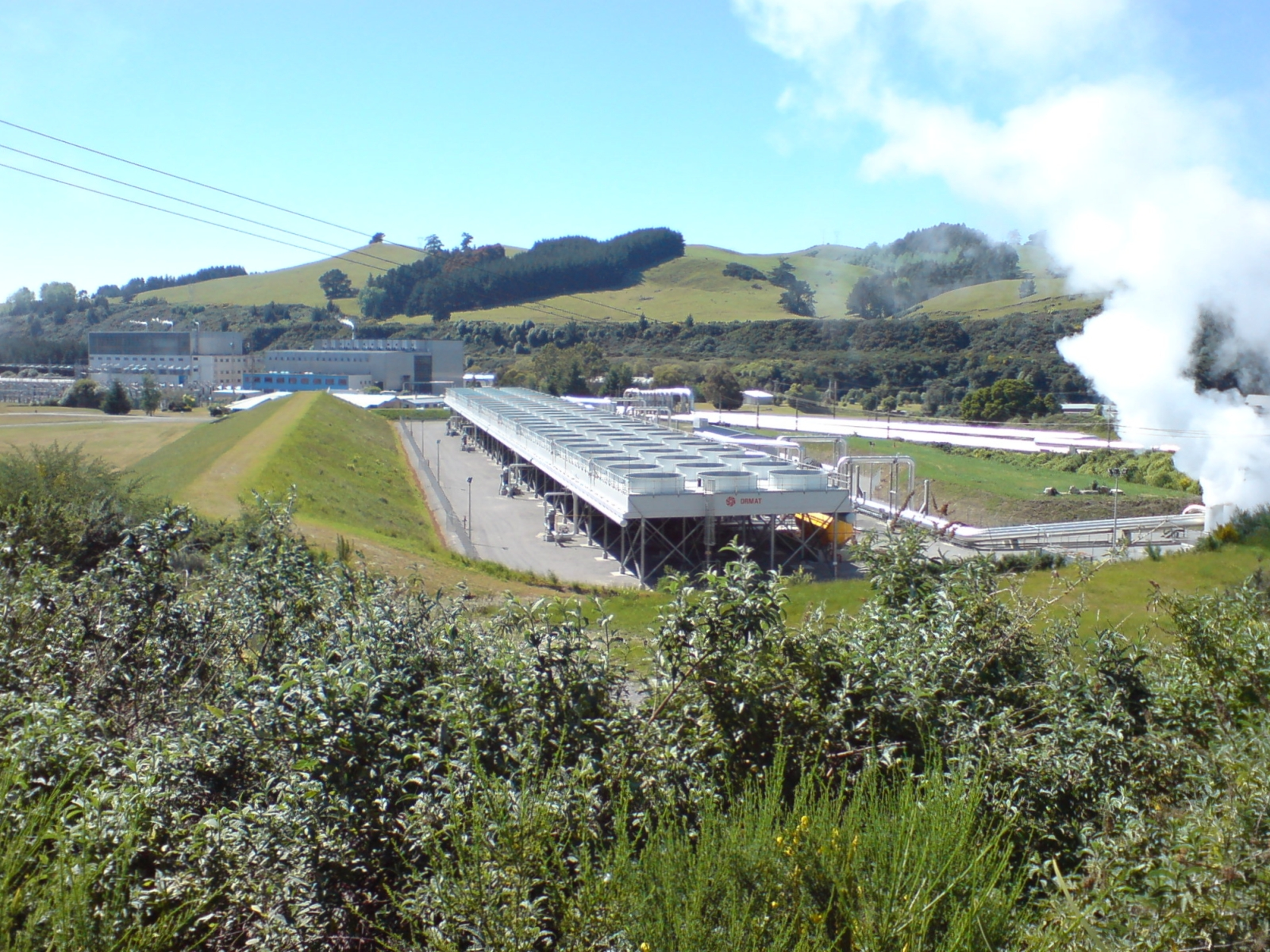
Centrale géothermique de Wairakei, avec 181 MWe installés.

| Rang | Installation | Pays        | Coordonnées géographiques     | Puissance installée (MW) | Réf.   |
| ---- | ------------ | ----------- | ----------------------------- | ------------------------ | ------ |
| 1    | The Geysers  | États-Unis  | 64° 02′ 14″ N, 21° 24′ 03″ O  | 1 808                    | [ 87 ] |
| 2    | Cerro Prieto | Mexique     | 32° 23′ 57″ N, 115° 14′ 19″ O | 958                      | ,      |
| 3    | Hellisheiði  | Islande     | 64° 02′ 14″ N, 21° 24′ 03″ O  | 303                      |        |
| 4    | Olkaria      | Kenya       | 64° 02′ 14″ N, 21° 24′ 03″ O  | 260                      |        |
| 5    | Darajat      | Indonésie   | 64° 02′ 14″ N, 21° 24′ 03″ O  | 255                      |        |
| 6    | Malitbog     | Philippines | 11° 09′ 07″ N, 124° 38′ 58″ E | 233                      | [ 91 ] |
| 7    | Wayang Windu | Indonésie   | 7° 12′ 00″ S, 107° 37′ 30″ E  | 227                      | [ 92 ] |
| 8    | Kamojang     | Indonésie   | 64° 02′ 14″ N, 21° 24′ 03″ O  | 203                      |        |

### Hydraulique

#### Conventionnelle

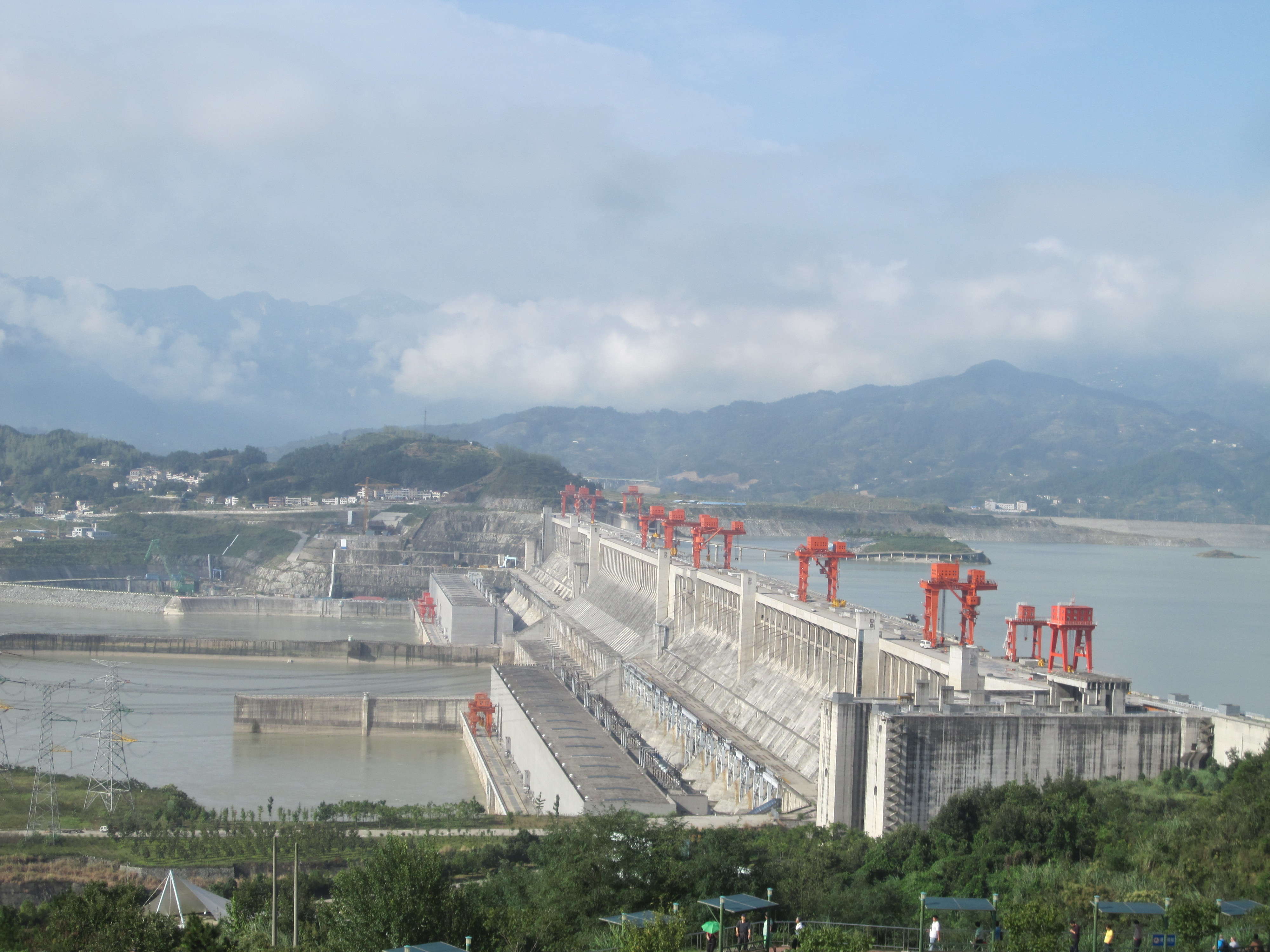
Barrage des Trois-Gorges.

| Rang | Installation      | Pays            | Coordonnées géographiques         | Puissance installée (MW) | Réf.   |
| ---- | ----------------- | --------------- | --------------------------------- | ------------------------ | ------ |
| 1    | Trois-Gorges      | Chine           | 30° 49′ 15″ N, 111° 00′ 08″ E     | 22 500                   | [ 8 ]  |
| 2    | Baihetan          | Chine           | 27° 13′ 23″ N, 102° 54′ 10″ E     | 16 000                   | [ 13 ] |
| 3    | Itaipu            | Brésil Paraguay | 25° 24′ 31″ S, 54° 35′ 21″ O      | 14 000                   | ,      |
| 4    | Xiluodu           | Chine           | 28° 15′ 52″ N, 103° 38′ 47″ E     | 13 860                   | [ 18 ] |
| 5    | Belo Monte        | Brésil          | 3° 07′ 48″ S, 51° 46′ 34″ O       | 11 233,1                 | ,      |
| 6    | Guri              | Venezuela       | 7° 45′ 59″ N, 62° 59′ 57″ O       | 10 235                   | [ 21 ] |
| 7    | Wudongde          | Chine           | 26° 20′ 02″ N, 102° 37′ 48″ E     | 10 200                   | [ 23 ] |
| 8    | Tucuruí           | Brésil          | 3° 49′ 53″ S, 49° 38′ 36″ O       | 8 370                    |        |
| 9    | Grand Coulee      | États-Unis      | 47° 57′ 23″ N, 118° 58′ 56″ O     | 6 809                    | [ 32 ] |
| 10   | Xiangjiaba        | Chine           | 28° 38′ 39,1″ N, 104° 23′ 35,5″ E | 6 448                    |        |
| 11   | Longtan           | Chine           | 25° 01′ 38″ N, 107° 02′ 51″ E     | 6 426                    | [ 37 ] |
| 12   | Saïano-Chouchensk | Russie          | 52° 49′ 31″ N, 91° 22′ 15″ E      | 6 400                    |        |

#### Pompage-turbinage

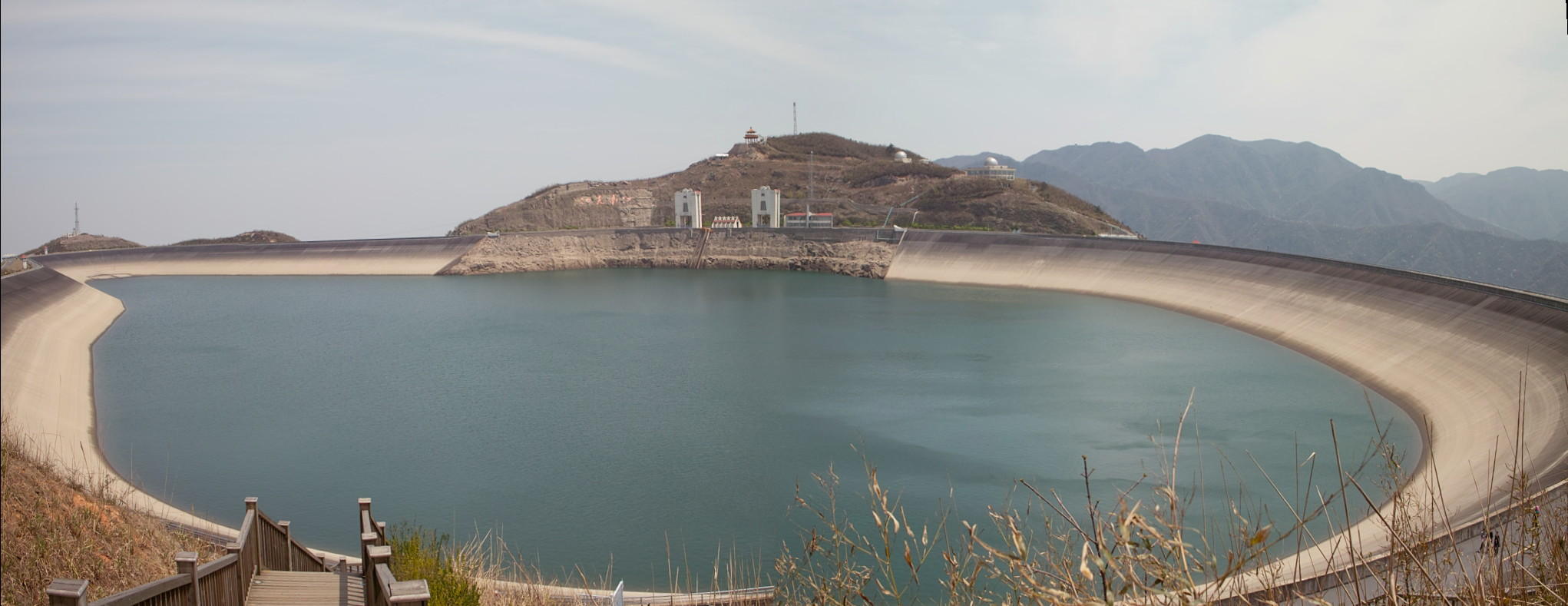
Réservoir supérieur de la centrale de Tianhuangping.

| Rang | Installation | Pays       | Coordonnées géographiques     | Puissance installée (MW) | Réf.   |
| ---- | ------------ | ---------- | ----------------------------- | ------------------------ | ------ |
| 1    | Bath County  | États-Unis | 38° 12′ 32″ N, 79° 48′ 00″ O  | 3 003                    | [ 93 ] |
| 2    | Huizhou      | Chine      | 23° 16′ 07″ N, 114° 18′ 50″ E | 2 448                    | [ 94 ] |
| 3    | Guangzhou    | Chine      | 23° 45′ 52″ N, 113° 57′ 12″ E | 2 400                    | ,      |
| 4    | Okutataragi  | Japon      | 35° 14′ 13″ N, 134° 49′ 55″ E | 1 932                    |        |
| 5    | Ludington    | États-Unis | 43° 53′ 37″ N, 86° 26′ 43″ O  | 1 872                    | [ 97 ] |

#### Au fil de l'eau

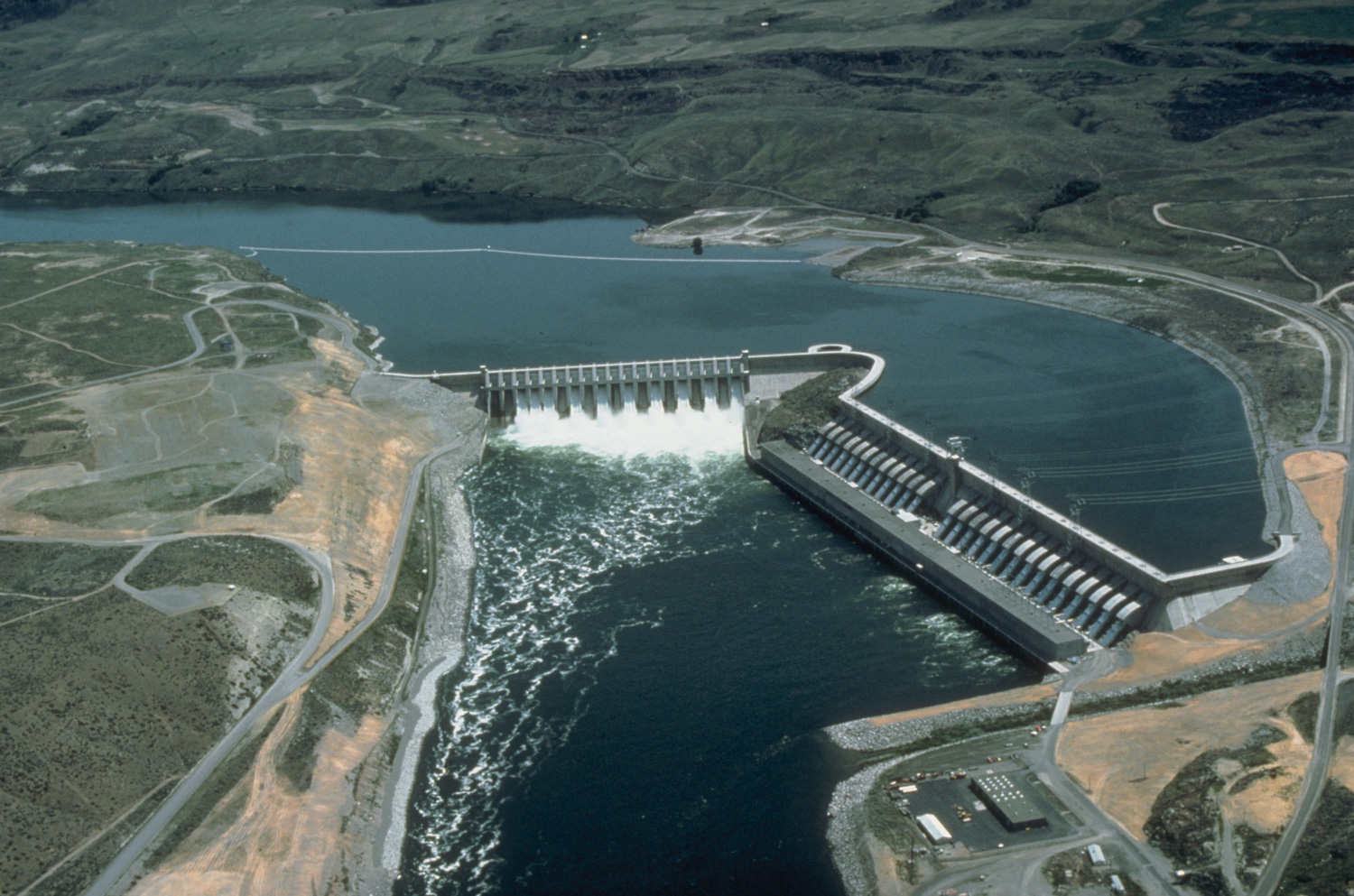
Le barrage de Chef Joseph, le plus grand barrage au fil de l'eau, avec 2620 MW.

| Rang | Installation             | Pays       | Coordonnées géographiques     | Puissance installée (MW) | Réf.    |
| ---- | ------------------------ | ---------- | ----------------------------- | ------------------------ | ------- |
| 1    | Barrage de Chef Joseph   | États-Unis | 47° 59′ 43″ N, 119° 38′ 00″ O | 2 620                    | [ 98 ]  |
| 2    | Barrage John Day         | États-Unis | 45° 52′ 49″ N, 120° 41′ 40″ O | 2 160                    | ,       |
| 3    | Centrale de Beauharnois  | Canada     | 45° 18′ 50″ N, 73° 54′ 32″ O  | 1 903                    | ,       |
| 4    | Barrage de The Dalles    | États-Unis | 45° 36′ 44″ N, 121° 08′ 04″ O | 1 779                    | ,       |
| 5    | Barrage de Nathpa Jhakri | Inde       | 31° 33′ 50″ N, 77° 58′ 49″ E  | 1 500                    | [ 104 ] |

#### Marémotrice

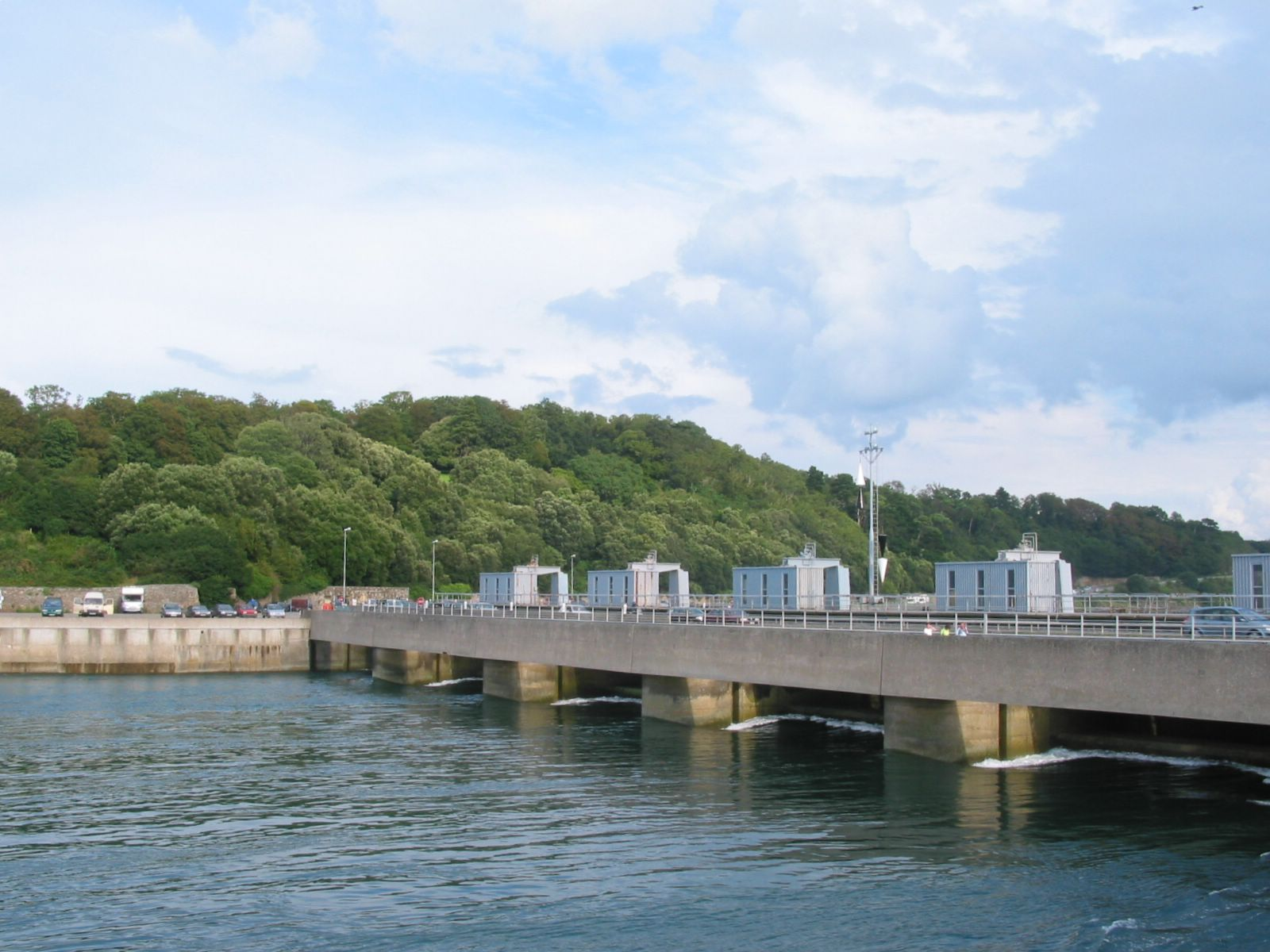
Usine marémotrice de la Rance, la deuxième plus puissante usine marémotrice, avec 240 MW installés.

| Rang | Installation                           | Pays         | Coordonnées géographiques     | Puissance installée (MW) | Réf.    |
| ---- | -------------------------------------- | ------------ | ----------------------------- | ------------------------ | ------- |
| 1    | Centrale de Sihwa Lake                 | Corée du Sud | 37° 18′ 47″ N, 126° 36′ 46″ E | 254                      | [ 105 ] |
| 2    | Usine marémotrice de la Rance          | France       | 48° 37′ 05″ N, 2° 01′ 24″ O   | 240                      | [ 105 ] |
| 3    | Centrale marémotrice d'Annapolis Royal | Canada       | 44° 45′ 07″ N, 65° 30′ 40″ O  | 20                       | [ 105 ] |
| 4    | Centrale marémotrice de Jiangxia       | Chine        | 28° 20′ 34″ N, 121° 14′ 25″ E | 3,9                      | ,       |
| 5    | Centrale marémotrice de Kislaya Guba   | Russie       | 69° 22′ 37″ N, 33° 04′ 34″ E  | 1,7                      | [ 105 ] |

### Solaire

#### Solaire photovoltaïque

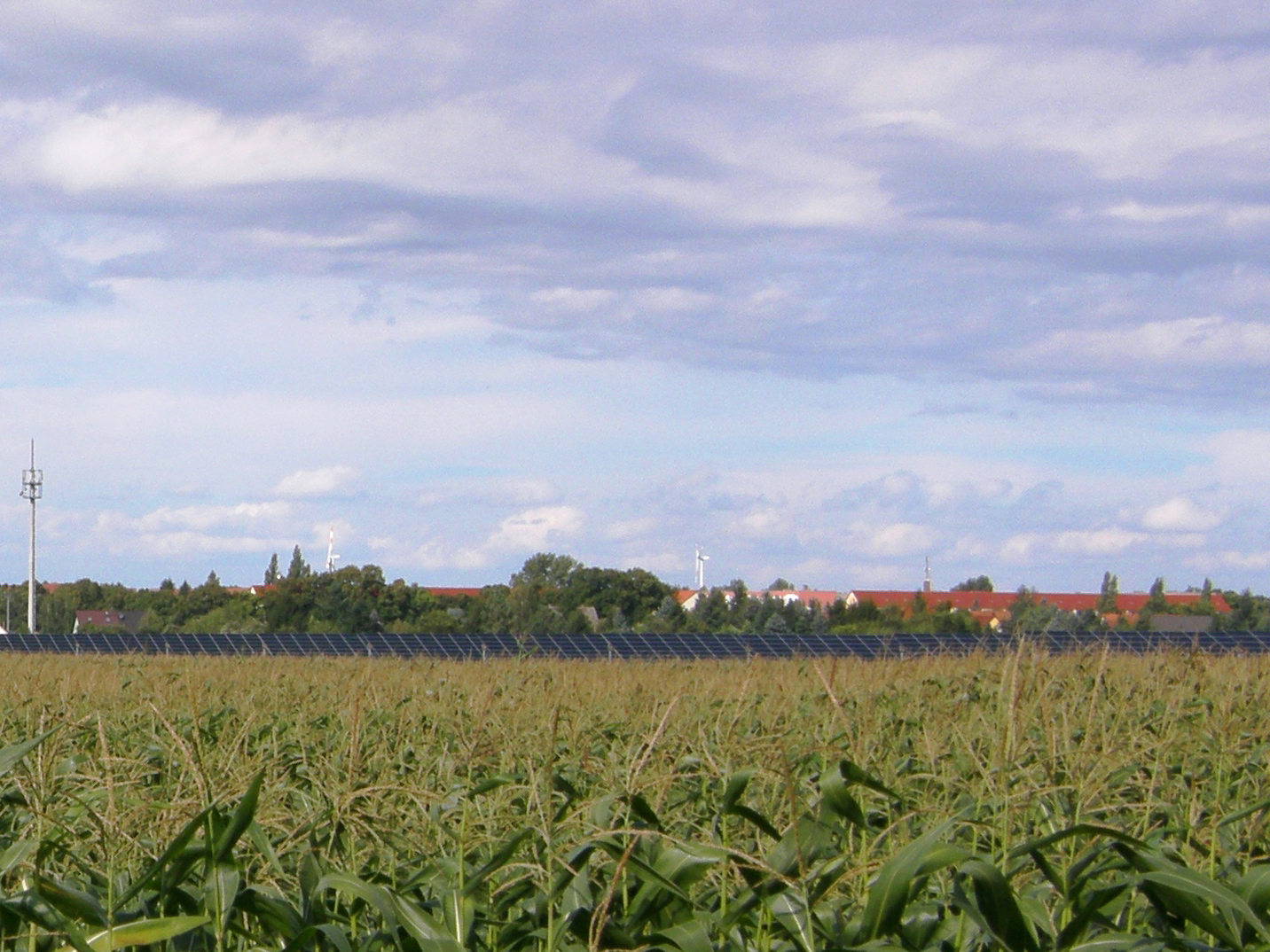
Parc solaire de Finsterwalde, l'un des plus grands parcs photovoltaïques avec une puissance installée de 80.7 MW.

| Rang | Installation                               | Pays                | Coordonnées géographiques                                    | Puissance installée (MW) | Réf.    |
| ---- | ------------------------------------------ | ------------------- | ------------------------------------------------------------ | ------------------------ | ------- |
| 1    | Tengger Desert Solar Park                  | Chine               | 37° 33′ 00″ N, 105° 03′ 14″ E                                | 1 547                    | ,       |
| 2    | Badla Solar Park                           | Inde                | 27°32′22.81″N71°54′54.91″E                                   | 1 365                    | ,       |
| 3    | Noor Abu Dhabi                             | Émirats arabes unis | 24° 24′ 11″ N, 55° 16′ 07″ E                                 | 1 177                    | ,       |
| 4    | Datong Solar Power Top Runner Base         | Chine               | 40° 04′ 25″ N, 113° 08′ 12″ E, 40° 00′ 19″ N, 112° 57′ 20″ E | 1 000                    | ,       |
| 5    | Kurnool Ultra Mega Solar Park              | Inde                | 15° 40′ 53,48″ N, 78° 17′ 01,49″ E                           | 1 000                    | [ 116 ] |
| 6    | Centrale solaire du barrage de Longyangxia | Chine               | 36° 07′ 20″ N, 100° 55′ 06″ E                                | 850                      | ,       |
| 7    | Villanueva Solar Park                      | Mexique             | 25° 35′ 05″ N, 103° 02′ 42″ O                                | 828                      | ,       |
| 8    | Rewa Ultra Mega Solar                      | Inde                | 24° 28′ 49″ N, 81° 34′ 28″ E                                 | 750                      | [ 121 ] |
| 9    | Centrale solaire photovoltaïque de Kamuthi | Inde                | 9° 24′ 25″ N, 78° 21′ 32″ E                                  | 648                      | ,       |
| 10   | Pavagada Solar Park                        | Inde                | 14°05′49″N77°16′13″E                                         | 600                      | [ 124 ] |

#### Solaire photovoltaïque concentré

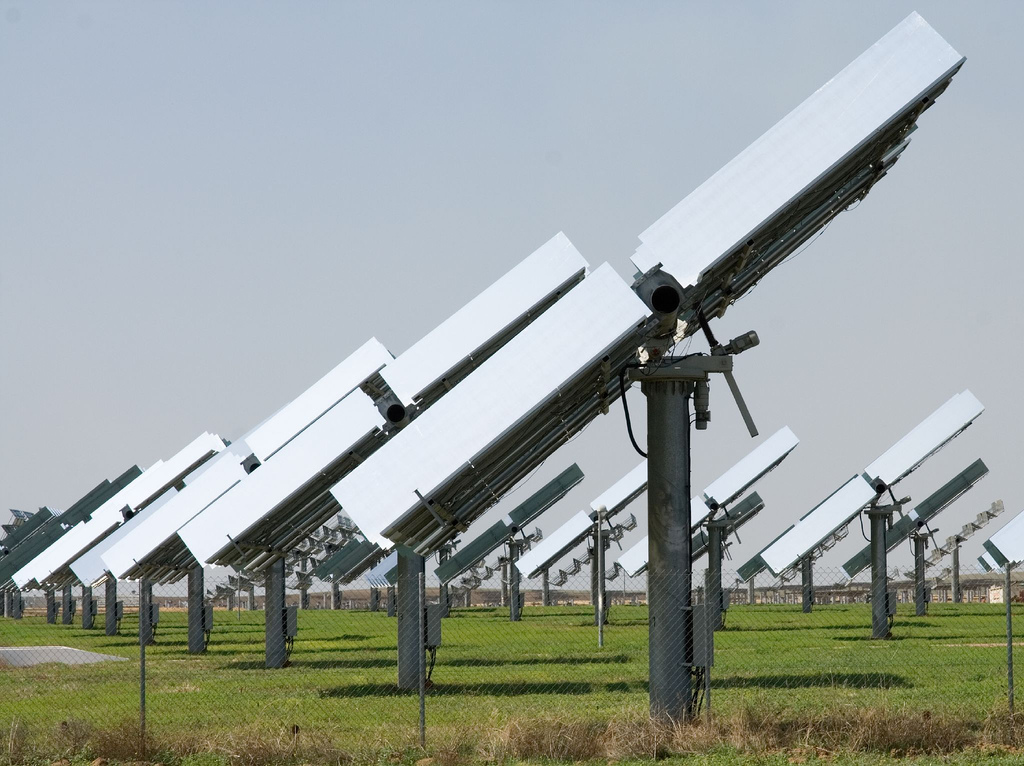
Centrale photovolaïque de Seville, la cinquième plus puissante centrale photovoltaïque concentré avec 1.2 MW.

| Rang | Installation                                     | Pays       | Coordonnées géographiques     | Puissance installée (MW) | Réf.    |
| ---- | ------------------------------------------------ | ---------- | ----------------------------- | ------------------------ | ------- |
| 1    | Usine de génération d'énergie solaire Alamosa    | États-Unis |                               | 37                       | [ 125 ] |
| 2    | Parc solaire Navarra                             | Espagne    |                               | 7,8                      | [ 126 ] |
| 3    | Centre d'énergie solaire Hatch                   | États-Unis |                               | 5                        | [ 127 ] |
| 4    | Centrale photovoltaïque de Casaquemada           | Espagne    |                               | 1,9                      |         |
| 5    | Centrale photovoltaïque de Seville               | Espagne    | 37° 25′ 18″ N, 6° 15′ 25″ O   | 1,2                      |         |
| 6 =  | Centrale photovoltaïque de Victor Valley College | États-Unis | 34° 28′ 31″ N, 117° 15′ 46″ O | 1                        |         |
| 6 =  | Centrale photovoltaïque de Questa                | États-Unis | 36° 42′ 31″ N, 105° 37′ 09″ O | 1                        | [ 128 ] |

#### Solaire thermique concentré

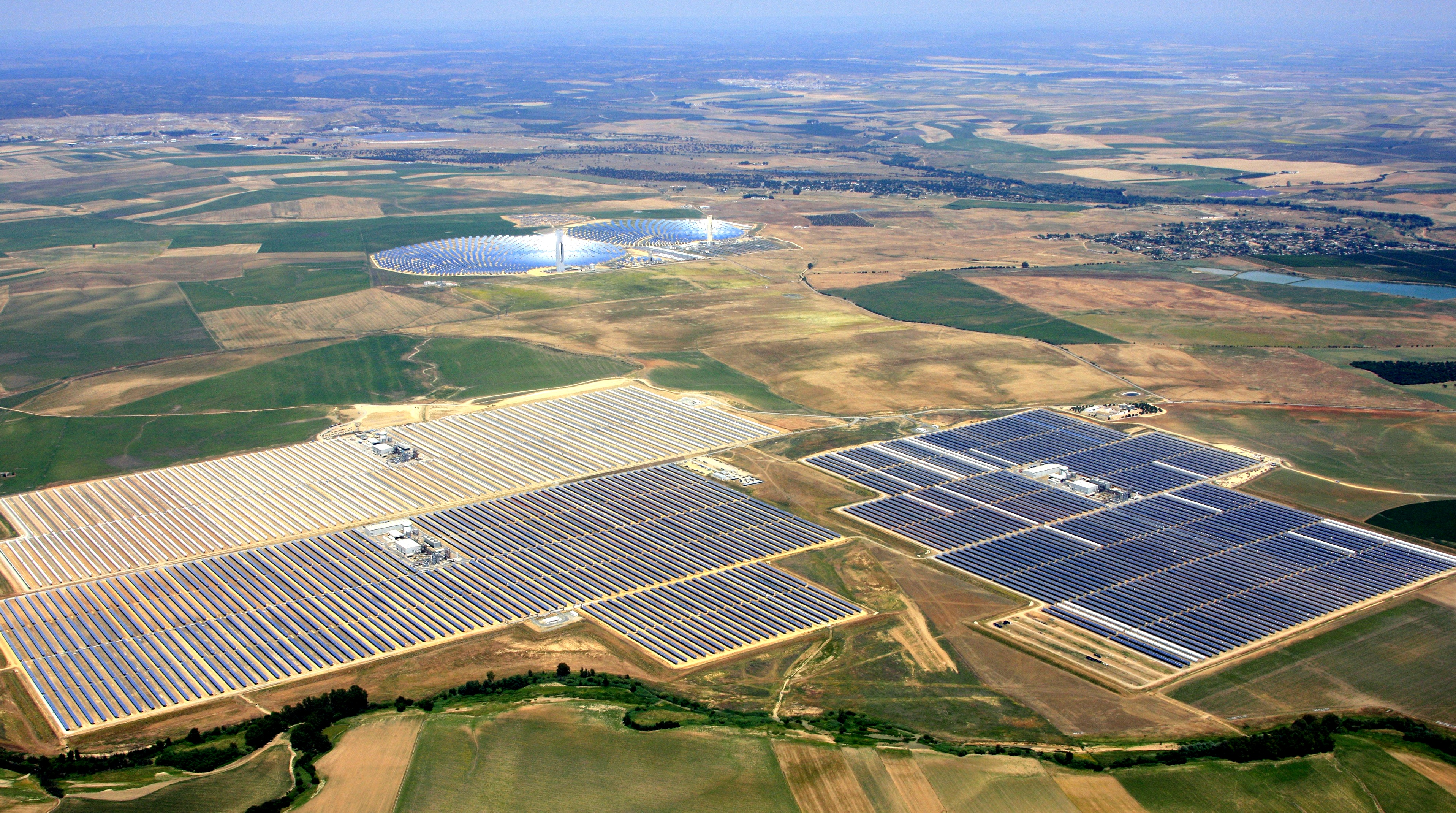
Centrale solaire de Solnova, la plus puissante centrale solaire thermodynamique d'Europe avec 150 MWe.

| Rang | Installation                      | Pays       | Coordonnées géographiques     | Puissance installée (MW) | Réf.    |
| ---- | --------------------------------- | ---------- | ----------------------------- | ------------------------ | ------- |
| 1    | Centrale solaire d'Ivanpah        | États-Unis | 35° 34′ N, 115° 28′ O         | 377                      | [ 129 ] |
| 2    | SEGS                              | États-Unis | 35° 01′ 54″ N, 117° 20′ 53″ O | 354                      | [ 130 ] |
| 3    | Centrale solaire de Solana        | États-Unis | 32° 55′ N, 112° 58′ O         | 280                      | [ 131 ] |
| 4    | Projet d'énergie solaire Genesis  | États-Unis | 33° 38′ 38″ N, 114° 59′ 17″ O | 250                      | [ 132 ] |
| 5    | Centrale solaire de Solaben       | Espagne    | 39° 13′ 29″ N, 5° 23′ 26″ O   | 200                      |         |
| 6    | Centrale solaire de Solnova       | Espagne    | 37° 25′ 00″ N, 6° 17′ 20″ O   | 150                      |         |
| 6    | Centrale solaire d'Andasol        | Espagne    | 37° 13′ 43″ N, 3° 04′ 07″ O   | 150                      | ,       |
| 6    | Centrale solaire d'Extresol       | Espagne    | 38° 39′ N, 6° 44′ O           | 150                      | ,       |
| 9    | Centrale solaire de Palma del Rio | Espagne    | 37° 38′ N, 5° 15′ O           | 100                      | [ 135 ] |
| 9    | Centrale solaire de Manchasol     | Espagne    | 39° 11′ N, 3° 18′ O           | 100                      | [ 135 ] |
| 9    | Centrale solaire de Valle         | Espagne    | 36° 39′ N, 5° 50′ O           | 100                      | ,       |

### Vagues

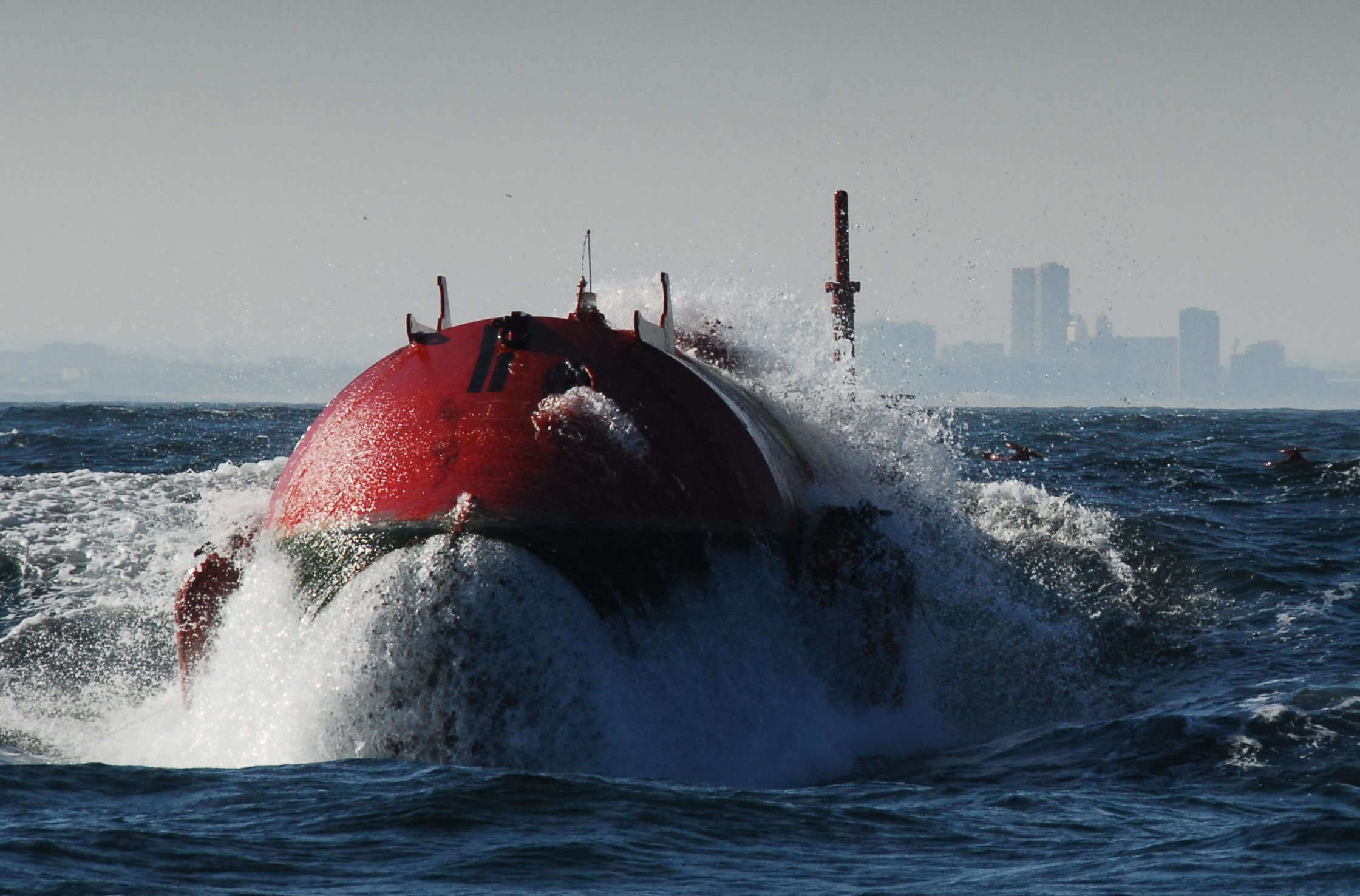
Ferme à vagues d'Aguçadoura, la plus grande ferme à vagues avec 2.25 MW installés.

| Rang | Installation                     | Pays     | Coordonnées géographiques    | Puissance installée (MW) | Réf.    |
| ---- | -------------------------------- | -------- | ---------------------------- | ------------------------ | ------- |
| 1    | Ferme à vagues d'Aguçadoura      | Portugal | 41° 25′ 57″ N, 8° 50′ 33″ O  | 2,25                     | ,       |
| 2    | Islay LIMPET                     | Écosse   | 55° 41′ 24″ N, 6° 31′ 15″ O  | 0,5                      | ,       |
| 3    | Centrale houlomotrice de Mutriku | Espagne  | 43° 18′ 26″ N, 2° 23′ 06″ O  | 0,3                      | ,       |
| 4    | Ferme à vagues SDE               | Israël   | 32° 05′ 59″ N, 34° 46′ 24″ E | 0,04                     | [ 145 ] |

### Éolienne

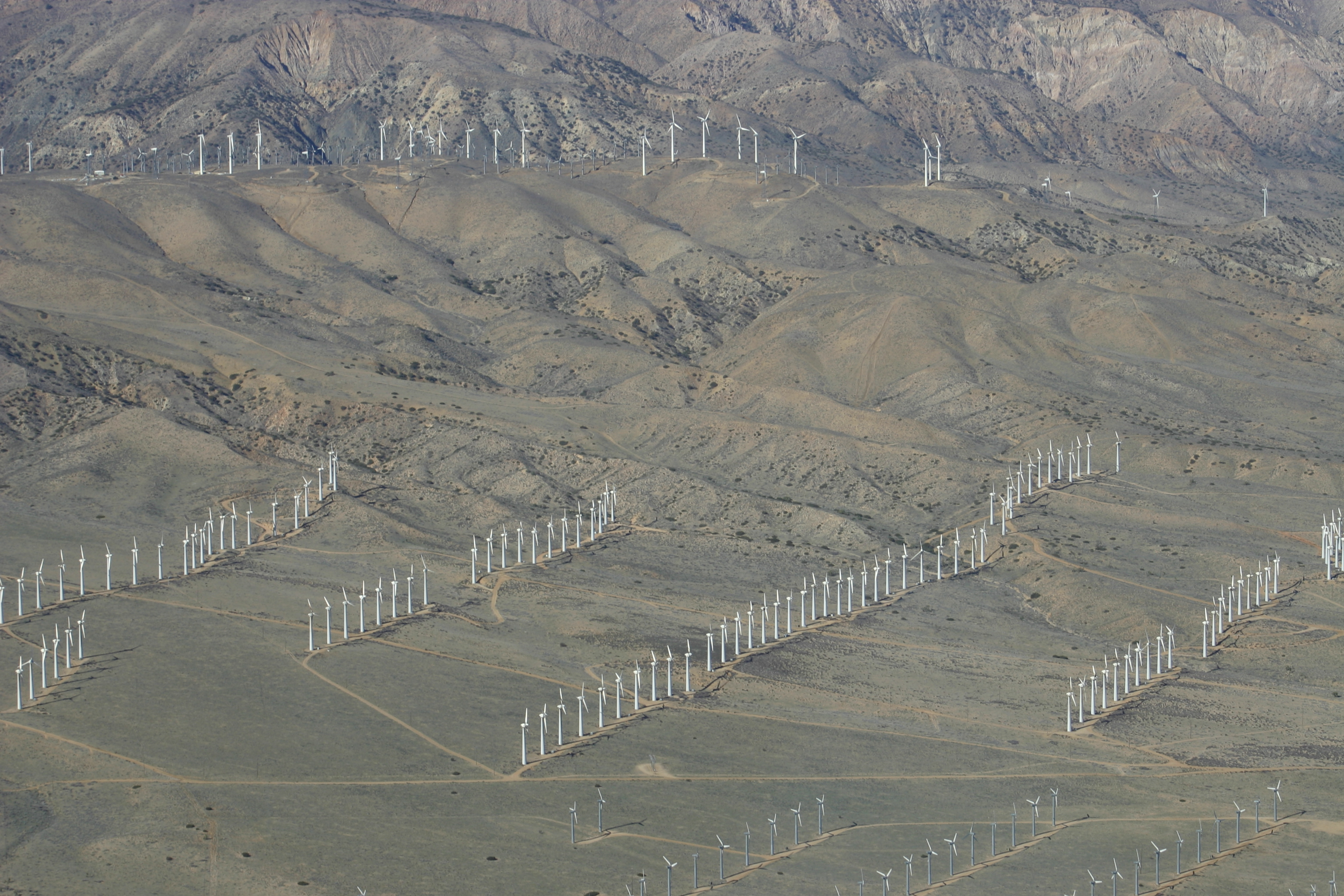
Ferme éolienne de Tehachapi Pass, une des plus grandes fermes éoliennes, avec 705 MW installés.

#### Terrestre
| Rang | Installation                      | Pays       | Coordonnées géographiques     | Puissance installée (MW) | Réf.    |
| ---- | --------------------------------- | ---------- | ----------------------------- | ------------------------ | ------- |
| 1    | Ferme éolienne de Gansu           | Chine      | 40° 12′ 00″ N, 96° 54′ 00″ E  | 5 160                    | [ 146 ] |
| 2    | Parc éolien de Jaisalmer          | Inde       | 26° 55′ 12″ N, 70° 54′ 00″ E  | 1 064                    | [ 146 ] |
| 3    | Parc éolien d'Alta                | États-Unis | 35° 01′ 16″ N, 118° 19′ 14″ O | 1 020                    | [ 146 ] |
| 4    | Parc éolien de Shepherds Flat     | États-Unis | 45° 42′ 00″ N, 120° 03′ 36″ O | 845                      | [ 147 ] |
| 5    | Ferme éolienne de Roscoe          | États-Unis | 32° 26′ 41″ N, 100° 34′ 23″ O | 781,5                    | ,       |
| 6    | Parc éolien d'Horse Hollow        | États-Unis | 32° 19′ 00″ N, 99° 59′ 59″ O  | 735,5                    | ,       |
| 7    | Ferme éolienne de Tehachapi Pass  | États-Unis | 35° 06′ 08″ N, 118° 16′ 58″ O | 705                      | [ 152 ] |
| 8    | Ferme éolienne de Capricorn Ridge | États-Unis | 31° 54′ 08″ N, 100° 53′ 56″ O | 662,5                    | [ 153 ] |

#### En mer
| Rang | Installation     | Pays        | Coordonnées géographiques    | Puissance installée (MW) | Réf.                                                                                           |
| ---- | ---------------- | ----------- | ---------------------------- | ------------------------ | ---------------------------------------------------------------------------------------------- |
| 1    | Hornsea          | Royaume-Uni | 53° 53′ 06″ N, 1° 47′ 28″ E  | 1 218                    | Hornsea 1 : 1 218 MW, Hornsea 2 (en construction) : 1 800 MW, Hornsea 3 (en projet) : 2 400 MW |
| 1    | London Array     | Royaume-Uni | 51° 38′ 38″ N, 1° 33′ 13″ E  | 630                      | [ 154 ]                                                                                        |
| 2    | Greater Gabbard  | Royaume-Uni | 51° 52′ 48″ N, 1° 56′ 24″ E  | 504                      | [ 155 ]                                                                                        |
| 3    | Anholt           | Danemark    | 56° 36′ 00″ N, 11° 12′ 36″ E | 400                      | ,                                                                                              |
| 4    | BARD Offshore 1  | Allemagne   | 54° 22′ N, 5° 59′ E          | 400                      | ,                                                                                              |
| 5    | Walney           | Royaume-Uni | 54° 02′ 38″ N, 3° 31′ 19″ O  | 367                      | ,                                                                                              |
| 6    | Thorntonbank     | Belgique    | 51° 33′ 00″ N, 2° 56′ 00″ E  | 325                      | ,                                                                                              |
| 7    | Sheringham Shoal | Royaume-Uni | 53° 07′ N, 1° 08′ E          | 315                      | ,                                                                                              |
| 8    | Thanet           | Royaume-Uni | 51° 25′ 50″ N, 1° 37′ 59″ E  | 300                      | ,                                                                                              |
| 9    | Lincs            | Royaume-Uni | 53° 11′ 00″ N, 0° 29′ 00″ E  | 270                      | [ 168 ]                                                                                        |
| 10   | Horns Rev 2      | Danemark    | 55° 36′ 00″ N, 7° 35′ 24″ E  | 209                      | [ 169 ]                                                                                        |